# الاتفاقية الاقتصادية الموحدة لدول مجلس التعاون الخليجي
الاتفاقية الاقتصادية الموحدة لدول مجلس التعاون الخليجي هي اتفاقية تعاون اقتصادي بين دول مجلس التعاون لدول الخليج العربية، وقعت في الرياض في 11 نوفمبر 1981.

## مسيرة الاتفاقية

### الاتفاقية
تم وضعه مشروع التكامل الاقتصادي بين دول الخليج العربي في بدايات تأسيس مجلس التعاون، أي في عام انطلاق المجلس، وكان من أوائل المشاريع الطموحة، حيث وقَّع قادة دول المجلس بالرياض اتفاقية اقتصادية موحَّدة في شهر نوفمبر من عام 1981. كانت الاتفاقية تُعَبِّر عن إطار شامل ومحدَّد ضمن برنامج زمني للتكامل الاقتصادي، وتعلَّقت الاتفاقية بجوانب عديدة تصبُّ في مسار التكامل، مثل: تنظيم انسياب رأس المال، وانتقال الأفراد، والتعاون في مجالات النقل والمواصلات، والتعاون التجاري والاقتصادي، والتعاون الفني والإنمائي، والتعاون في المجال المالي والنقدي.
جاء في بيان القمة الخليجية: لتحقيق أهداف العمل المشترك في المجال الاقتصادي، أقرّ المجلس الأعلى في دورته الثانية (نوفمبر 1981) الاتفاقية الاقتصادية الموحدة لترسم خطة العمل الاقتصادي المشـترك ومراحل التكامل والتعاون الاقتصادي بين دول المجلس، ولتشكل نواة البرامج التكاملية التي تم وضعها بشكل مفصل على مدى السنوات العشرين الأولى من قيام المجلس، وتشمل على وجه الخصوص: تحقيق المواطنة الاقتصادية لمواطني دول المجلس. تحقيق التكامل الاقتصادي بين دول المجلس، وفق خطوات متدرجة، بدءاً بإقامة منطقة التجارة الحرة، ثم الاتحاد الجمركي، ثم استكمال السوق الخليجية المشتركة، وانتهاءً بالاتحاد النقدي والاقتصادي، وإقامة المؤسسات المشتركة اللازمة لذلك. تقريب وتوحيد الأنظمة والسياسات والاستراتيجيات في المجالات الاقتصادية والمالية والتجارية. ربط البنى الأساسـية بدول المجلس ، لاسيما في مجالات المواصلات والكهرباء والغاز ، وتشجيع إقامة المشاريع المشتركة.

### التطوير
قامت دول مجلس التعاون باستحداث نسخة جديدة من الاتفاقية الاقتصادية، وأقرَّها قادة دول المجلس في قمَّة مسقط في شهر ديسمبر سنة 2001، وركزت الاتفاقية على بنود مطورة لتواكب المتغيرات الاقتصادية المحلية والدولية، ولتعزِّز العمل الخليجي المشترك فيما يتعلق بإنشاء الاتحاد الجمركي والسوق الخليجية المشتركة والاتحاد النقدي، وتلك البنود تمثِّل محطات مهمَّة في مسيرة التعاون لتحقيق التكامل الاقتصادي الخليجي بشكل كامل.